# Iglesia de San José (Nazaret)
La Iglesia de San José (en hebreo: כנסיית יוסף הקדוש) es una iglesia católica y franciscana en la ciudad vieja de Nazaret, hoy en día el norte de Israel. Está dedicada al patrón universal de la Iglesia. Se construyó donde se dice que estuvo el hogar de la Sagrada Familia y el taller de José de Nazaret. Situada a alrededor a algo más de cien metros de la iglesia de la Anunciación, fue construida en 1914 en estilo neorrománico sobre las ruinas de otros edificios religiosos mucho más antiguos. Depende del Patriarcado latino de Jerusalén. 

## Historia

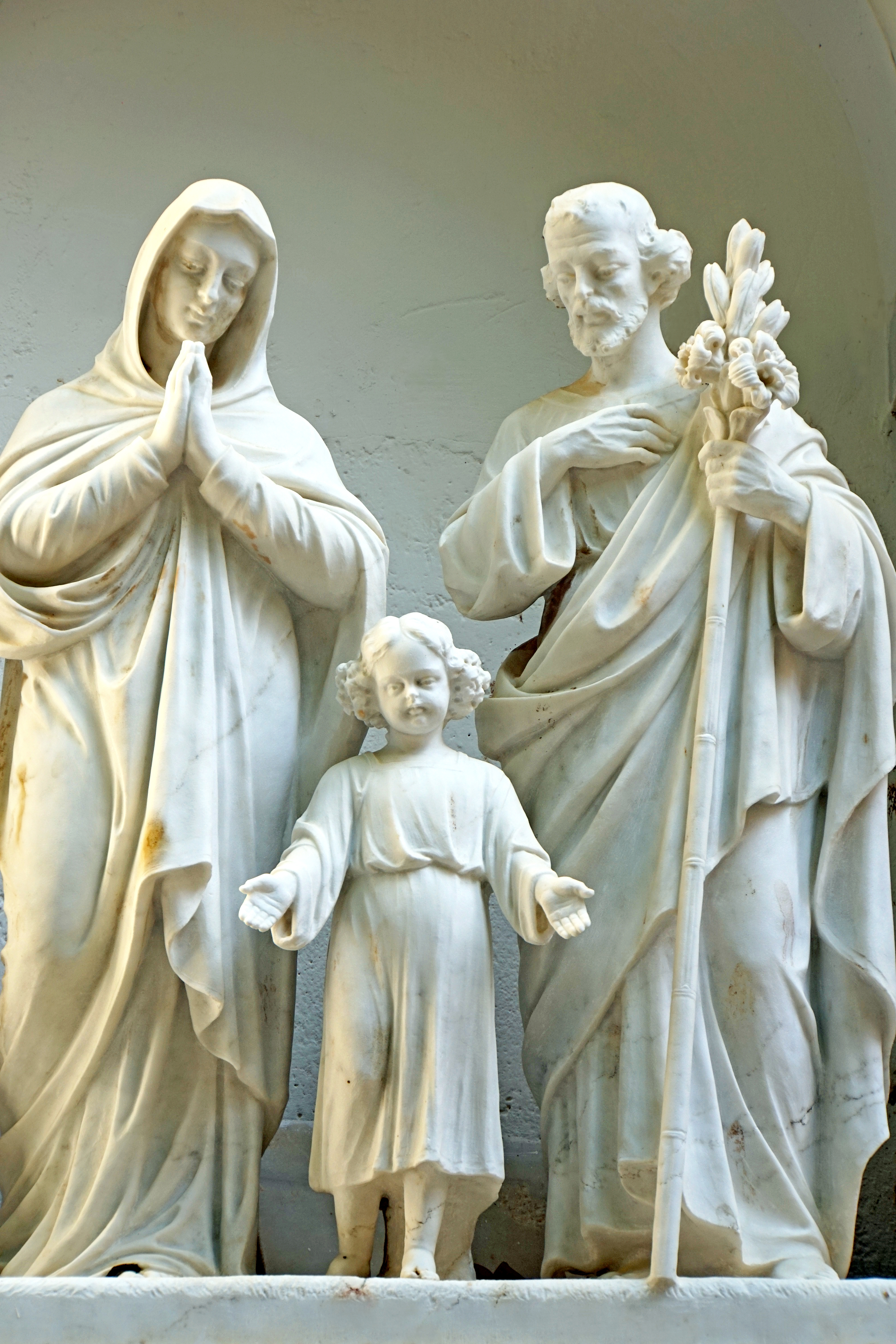
Sagrada Familia en la iglesia.

La iglesia se construyó en el emplazamiento de la antigua iglesia de la Nutrición, mencionada por el peregrino Arculfo hacia el año 670 en De locis sanctis (II, 26),Ken Dark (2020). The Sisters of Nazareth Convent. A Roman-period, Byzantine, and Crusader Site in Central Nazareth (en inglés). Taylor & Francis. después una iglesia de los cruzados en el reino de Jerusalén, cuyos restos pueden verse bajo la cripta, y una iglesia franciscana construida en el siglo XVII. Esta historia es descrita por el franciscano Francesco Quaresmio en su Historica, theologica et moralis terrae sanctae elucidatio, escrita entre 1616 y 1626, aunque se limita a afirmar la existencia ab antiquo de la tradición de un culto en este lugar, sin aportar ninguna prueba.
Una tradición surgida en el siglo XVII, sin base histórica, la presenta como "casa de José", mientras que "casa de María" se asocia a la Basílica de la Anunciación, ya que, según el Evangelio de Mateo atribuido a Mateo, los novios aún no vivían juntos. La tradición dice que la iglesia de la Nutrición se construyó en el lugar donde estaba el taller de carpintería de José, contiguo a su casa, donde, según una tradición que no se basa en ningún relato bíblico, Jesús fue alimentado (de ahí el nombre de iglesia de la Nutrición) y criado. Expulsados de la basílica de la Anunciación, los judeocristianos lograron permanecer en el otro santuario asociado a José. Probablemente permanecieron allí hasta el siglo VII, cuando estos cristianos judaizantes fueron a su vez expulsados por el emperador romano Heraclio y sustituidos por los gentiles, que ya ocupaban el santuario de la Anunciación desde hacía un siglo. La historicidad de estas tradiciones es difícil de determinar, ya que "los escritores eclesiásticos y los peregrinos de la época guardan un obstinado silencio sobre este cristianismo de Nazaret, pero esto no es de extrañar, ya que la Iglesia oficial ignoraba sistemáticamente a los judeocristianos, que eran considerados cismáticos".